# Kirchrimbach
Kirchrimbach (fränkisch: (Kärch)rimbi) ist ein Gemeindeteil des Marktes Burghaslach im Landkreis Neustadt an der Aisch-Bad Windsheim (Mittelfranken, Bayern). Kirchrimbach liegt in der Gemarkung Seitenbuch.

## Geographische Lage
Das Pfarrdorf liegt im Steigerwald in der Nähe des Dreifrankensteins. Nördlich des Ortes fließt die Rimbach. Die Kreisstraße NEA 7 führt nach Markt Taschendorf zur Staatsstraße 2417 (2,9 km südlich) bzw. zur Staatsstraße 2261 und von da weiter nach Münchhof zur Staatsstraße 2256 (2 km nördlich). Gemeindeverbindungsstraßen führen nach Oberrimbach (0,5 km westlich) und nach Unterrimbach (1,4 km östlich).
Durch den Ort verläuft der Fränkische Marienweg.

## Geschichte
Der Ort wurde 1322 als „Kirchenrinpach“ erstmals urkundlich erwähnt. Das zugrundeliegende Hydronym Rimbach bedeutet ‚zum Rinderbach‘. Kirchrimbach lag im Fraischbezirk der Castell’schen Cent Burghaslach.
Mit dem Gemeindeedikt (frühes 19. Jahrhundert) wurde Kirchrimbach dem Steuerdistrikt Kirchrimbach gebildet. Zu diesem gehörten  Appenfelden, Haag, Obermühle, Oberrimbach, Rosenbirkach, Seitenbuch und Untermühle. Zugleich entstand die Ruralgemeinde Kirchrimbach mit den Orten Rosenbirkach, Seitenbuch und Unterrimbach. Sie war in Verwaltung und Gerichtsbarkeit dem Herrschaftsgericht Burghaslach zugeordnet und in der Finanzverwaltung zunächst dem Rentamt Scheinfeld, nach dessen Auflösung im Jahr 1818 dem Rentamt Iphofen. 1852 kam Kirchrimbach an das Landgericht Scheinfeld. Für die Verwaltung war ab 1862 das Bezirksamt Scheinfeld zuständig (1939 in Landkreis Scheinfeld umbenannt) und für die Finanzverwaltung ab 1879 das Rentamt Markt Bibart (1919–1929: Finanzamt Markt Bibart, 1929–1972: Finanzamt Neustadt an der Aisch, seit 1972: Finanzamt Uffenheim). Die Gerichtsbarkeit blieb beim Landgericht Scheinfeld, mit dessen Auflösung übernahm diese 1879 das Amtsgericht Scheinfeld. Spätestens 1877 wurde Harthof eingemeindet. 1964 hatte die Gemeinde eine Gebietsfläche von 10,597 km². Im Rahmen der Gebietsreform in Bayern wurde die Gemeinde am 1. Januar 1972 nach Burghaslach eingegliedert.

### Baudenkmäler
In Kirchrimbach gibt es fünf Baudenkmäler:
- Haus Nr. 23: Wohnhaus
- Haus Nr. 31: Christuskirche Kirchrimbach
- Haus Nr. 40: ehemaliges Wohnstallhaus mit Scheune
- Haus Nr. 47: Pfarrhaus
- Haus Nr. 49: Die Mauritiuskirche

ehemalige Baudenkmäler
- Haus Nr. 3: Gasthaus Wilhelm Haßler; stattliches zweigeschossiges Gebäude mit Satteldach; im Schlussstein der Tür bezeichnet „PH /1860“; verputzter Massivbau von fünf zu drei Achsen; Obergeschoss der Traufseite Fachwerk; geknickte genutete Ecklisenen; an der westlichen Giebelseite Gurtgesims in Bandform; stichbogige Fenstergewände mit Sohlbank[13]
- Haus Nr. 9: erdgeschossiges Wohnstallhaus von drei zu sieben Achsen, im Schlussstein des Türsturzes bezeichnet „MD / 1809“; Fachwerkgiebel, ebenso wie das Bruchsteinmauerwerk im Erdgeschoss verputzt[13]
- Haus Nr. 12: erdgeschossiges Wohnstallhaus mit zwei Eingängen auf der siebenachsigen Traufseite; verputzter Massivbau, im Türsturz bezeichnet „GR / 1849“; zwei stehende Dachgaupen[13]
- Haus Nr. 17: erdgeschossiges Wohnstallhaus von vier zu sechs Achsen im Wohnteil; massive Mauern und Fachwerkgiebel verputzt; kleine, nahezu quadratische Fensterrahmen aus Haustein; im Türsturz bezeichnet „UK / 1817“ (= U. Klein)[13]
- Haus Nr. 21: erdgeschossiges unterkellertes Traufhaus von vier zu drei Achsen; verputzter Quaderbau, im Türsturz bezeichnet „F.W. / 1832“[13]
- bei Haus Nr. 1: zwei tonnengewölbte Felsenkeller unter dem Kirchberg, wohl 19. Jahrhundert; bei Haus Nr. 11 Felsenkeller mit stichbogigem Eingang, 19. Jahrhundert; Vorraum mit Spitztonne; halbrundes Tonnengewölbe; der hintere Raum durch Wand mit Rechteckeingang abgetrennt[13]

### Einwohnerentwicklung
Gemeinde Kirchrimbach
| Jahr      | 1818  | 1840   | 1852   | 1855   | 1861   | 1867   | 1871   | 1875   | 1880   | 1885   | 1890   | 1895   | 1900   | 1905   | 1910   | 1919   | 1925   | 1933   | 1939   | 1946   | 1950   | 1952   | 1961  | 1970   |
| Einwohner | 397   | 445    | 429    | 396    | 395    | 432    | 407    | 398    | 424    | 428    | 401    | 415    | 405    | 383    | 364    | 358    | 359    | 331    | 319    | 459    | 417    | 373    | 316   | 271    |
| Häuser    | 63    | 61     |        |        |        |        | 68     |        |        | 73     | 70     |        | 72     |        |        |        | 72     |        |        |        | 67     |        | 71    |        |
| Quelle    | [ 7 ] | [ 15 ] | [ 16 ] | [ 16 ] | [ 17 ] | [ 18 ] | [ 19 ] | [ 20 ] | [ 21 ] | [ 22 ] | [ 23 ] | [ 16 ] | [ 24 ] | [ 16 ] | [ 25 ] | [ 16 ] | [ 26 ] | [ 16 ] | [ 16 ] | [ 16 ] | [ 27 ] | [ 16 ] | [ 9 ] | [ 28 ] |

Ort Kirchrimbach
| Jahr      | 001818 | 001836 | 001840 | 001861 | 001871 | 001885 | 001900 | 001925 | 001950 | 001961 | 001970 | 001987 | 002016 |
| Einwohner | 113    | 129    | 153    | 124    | 122    | 110    | 115    | 106    | 144    | 94     | 77     | 86     | 111    |
| Häuser    | 19     | 20     | 20     |        |        | 21     | 21     | 23     | 18     | 23     |        | 26     |        |
| Quelle    | [ 7 ]  | [ 29 ] | [ 15 ] | [ 17 ] | [ 19 ] | [ 22 ] | [ 24 ] | [ 26 ] | [ 27 ] | [ 9 ]  | [ 28 ] | [ 30 ] |        |

## Religion
Kirchrimbach ist seit der Reformation evangelisch-lutherisch geprägt und Sitz der Pfarrei St. Mauritius.

## Veranstaltungen
- Kirchweih („Kerwa“) findet jährlich am zweiten Oktoberwochenende statt.